# Tirfing (svärd)
För andra betydelser, se Tirfing (olika betydelser)

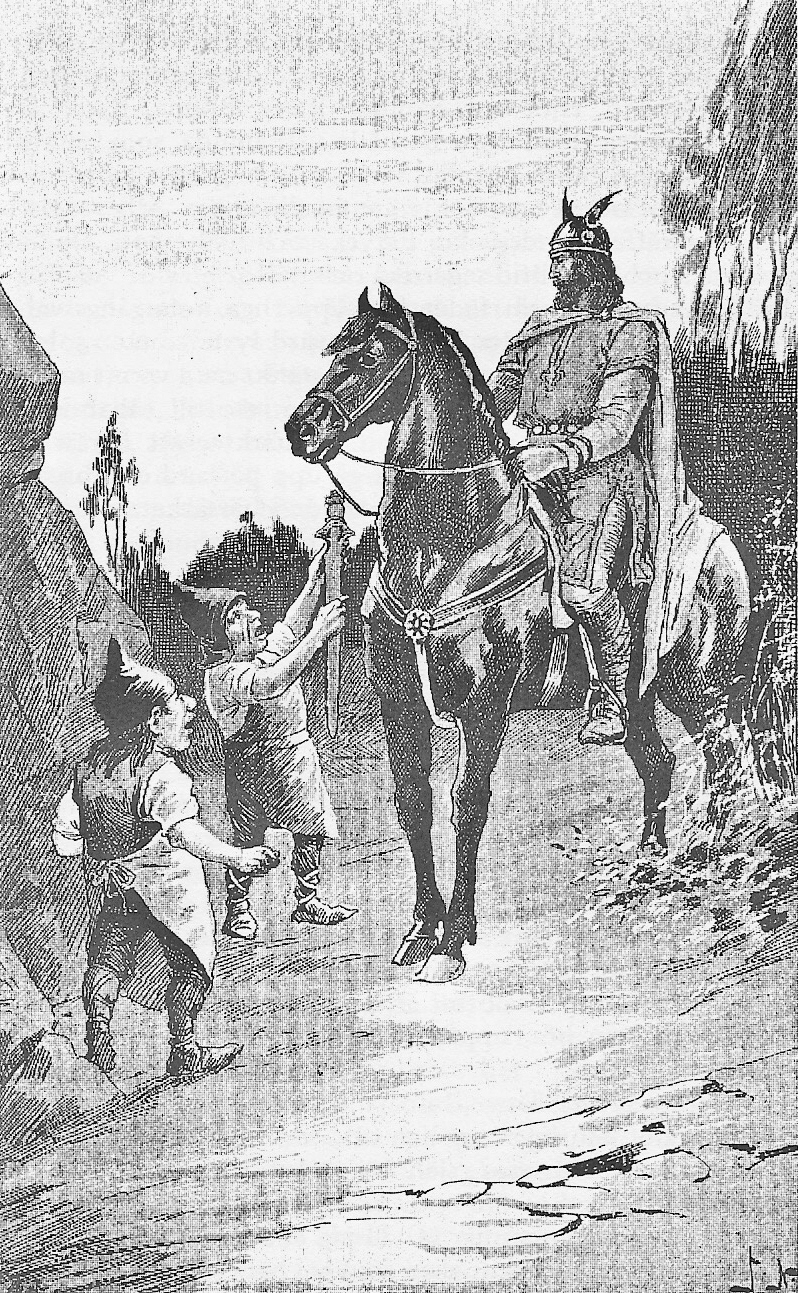
Kung Svafrlami och dvärgarna, illustration av Jenny Nyström

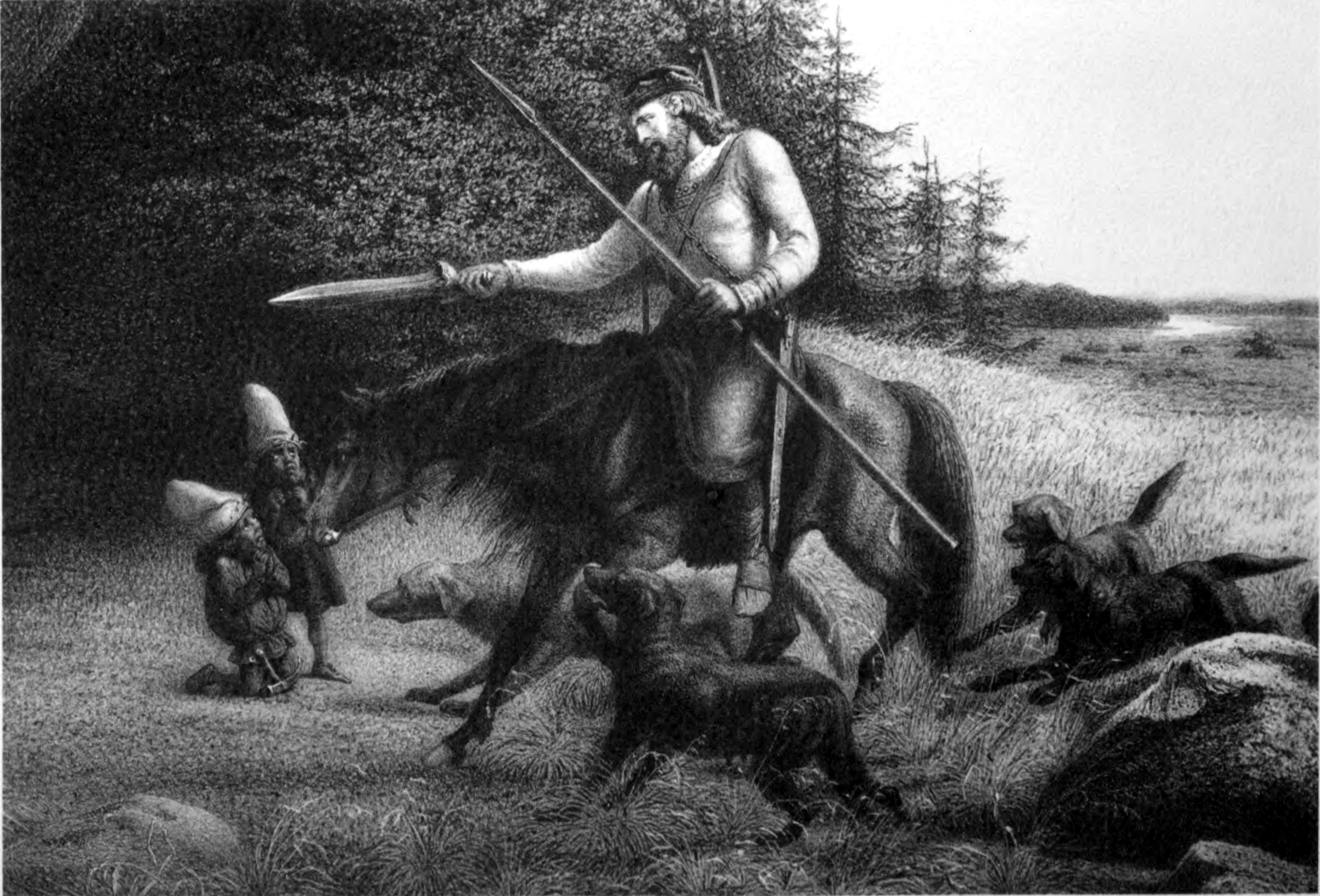
Kung Svafrlami hämtar Tirfing, illustration av Lorenz Frølich

Tirfing, eller Tyrfing (fornnordiska: Tyrvingr), är ett magiskt svärd i nordisk mytologi. Enligt fornaldarsagan Hervarar saga (Hervors saga) smiddes svärdet av dvärgarna Durin och Dvalin. Svärdet bars av bärsärken Angantyr. Svärdet var det vackraste världen skådat med ett gyllene fäste och klinga. Varje gång det drogs blev det, enligt tillverkarnas förbannelse över svärdet, en mans död.

## Historien
En dag när han är ute och jagar, upptäcker kung Svafrlami två dvärgar nära ett stort berg. Han trollband dem genom att svinga sitt svärd över dem så att de inte skulle försvinna in i berget. Dvärgarna ville köpa sig fria och lovade att tillverka ett magiskt svärd. Svärdet skulle vare sig kunna brytas itu eller rosta, det skulle lätt kunna skära igenom järn och sten, och det skulle alltid leda till seger för den som svingade det. 
Då Svafrlami kom tillbaka för att hämta svärdet såg han att det var ett vackert och utsökt vapen, och han namngav det till Tirfing. Men innan dvärgarna försvann in i berget lyste de en förbannelse över det, innebärande att det aldrig kunde dras ur sin slida utan att det dödade en människa samt att det skulle förorsaka tre ogärningar. Dessutom skulle svärdet också bli orsak till Svafrlamis död. Svafrlami blev rasande och högg efter dvärgarna med svärdet, men han klöv bara sten utan att träffa dvärgarna, som försvann in i berget. 